# Dendronephthya tenera
Dendronephthya tenera is een zachte koraalsoort uit de familie Nephtheidae. De koraalsoort komt uit het geslacht Dendronephthya. Dendronephthya tenera werd in 1895 voor het eerst wetenschappelijk beschreven door Holm. 